# Bisaltes roseiceps
Bisaltes roseiceps là một loài bọ cánh cứng trong họ Cerambycidae.